# Boar Lane
Boar Lane – główna ulica centrum angielskiego miasta Leeds.
Ulica stała się eleganckim centrum handlowym Leeds w okresie powstania i bogacenia się zamożnej klasy średniej, która mogła nabywać dobra luksusowe, takie jak biżuteria, srebro, meble i instrumenty muzyczne. W późnym okresie wiktoriańskim na Boar Lane znajdowały się najlepsze i najmodniejsze sklepy w Leeds. Otwarto tu m.in. Grand Pygmalion, pierwszy dom towarowy w mieście, co nastąpiło w latach osiemdziesiątych XIX wieku.
Do 1959 ulicą przebiegała linia tramwajowa.
Przy trakcie znajdują się budynki o znaczeniu historycznym, m.in.:
- budynek pod numerem 1-13, wzniesiony w latach 1869-72 przez Thomasa Amblera dla radnego Johna Barrana, który był pionierem masowej produkcji gotowych ubrań w Leeds, a także właścicielem sklepu przy Boar Lane nr 1; gdy ulica została przebudowana w 1869 zbudował obecny budynek z przeznaczeniem na hotel, sklepy i magazyny[4],
- budynek pod numerem 40 (na rogu Bishopgate Street, wejście skierowane w stronę City Square), bank, obecnie także kawiarnia i bar, pochodzący z 1899, zbudowany według projektu W.W. Gwythera dla spółki bankowej okręgu Yorkshire; obiekt z jesionową kopułą pokrytą miedzią, drzwiami głównymi z akroterionem, trzema wysokimi oknami, fryzami i frontonami, rzędem korynckich, kanelurowanych kolumn podtrzymujących belkowanie zwieńczone parapetem z posągami i urnami, a także rzeźbionymi herbami miast z terenu Yorkshire w formowanych prostokątnych panelach nad drzwiami i oknami[5],
- kościół Świętej Trójcy konsekrowany w 1727 przez arcybiskupa Yorku Lancelota Blackburna, zaprojektowany przez Williama Etty'ego, przy wsparciu finansowym darczyńców, m.in. z Lady Elizabeth Hastings[6].

## Galeria

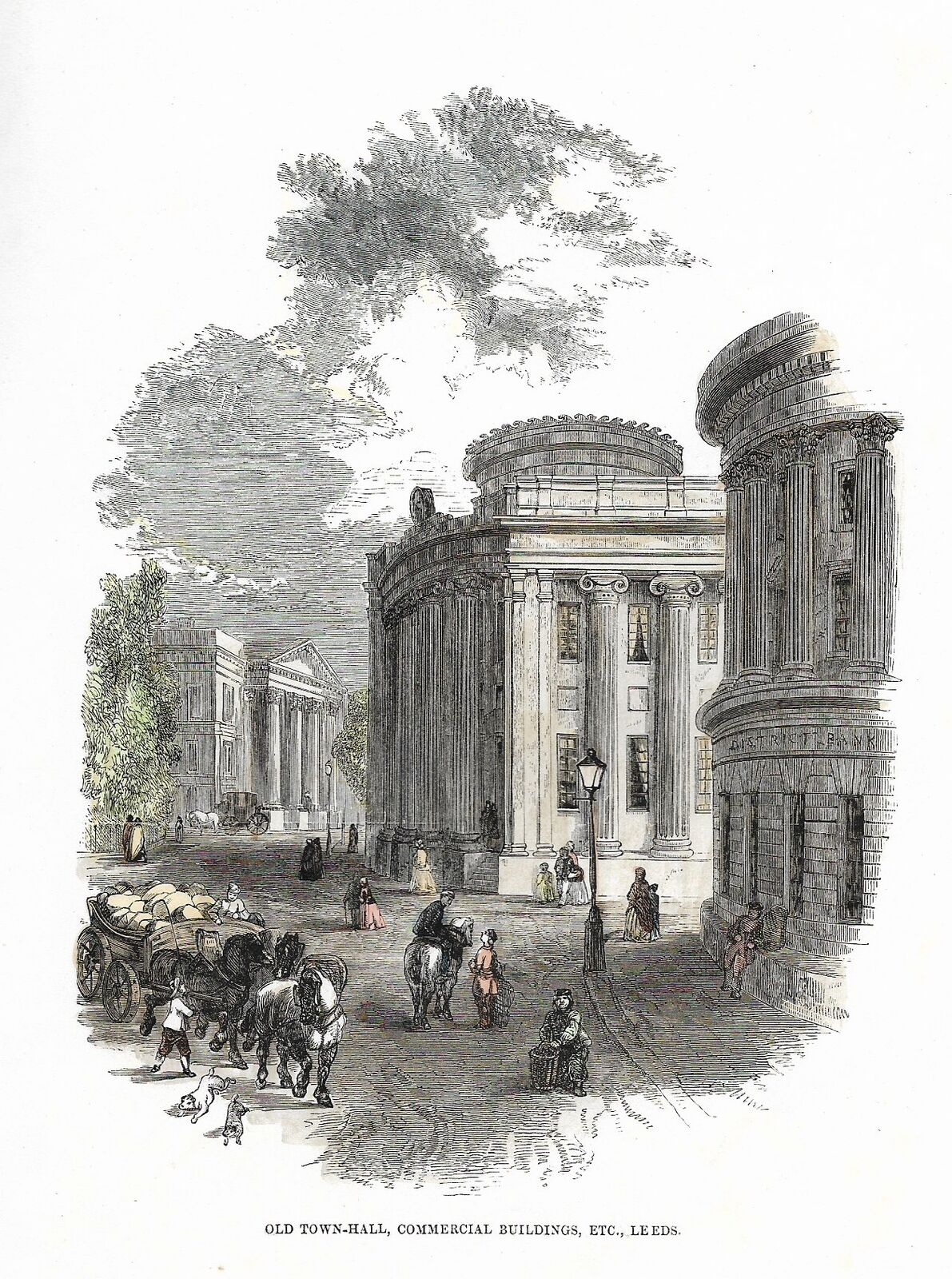
Widok historyczny
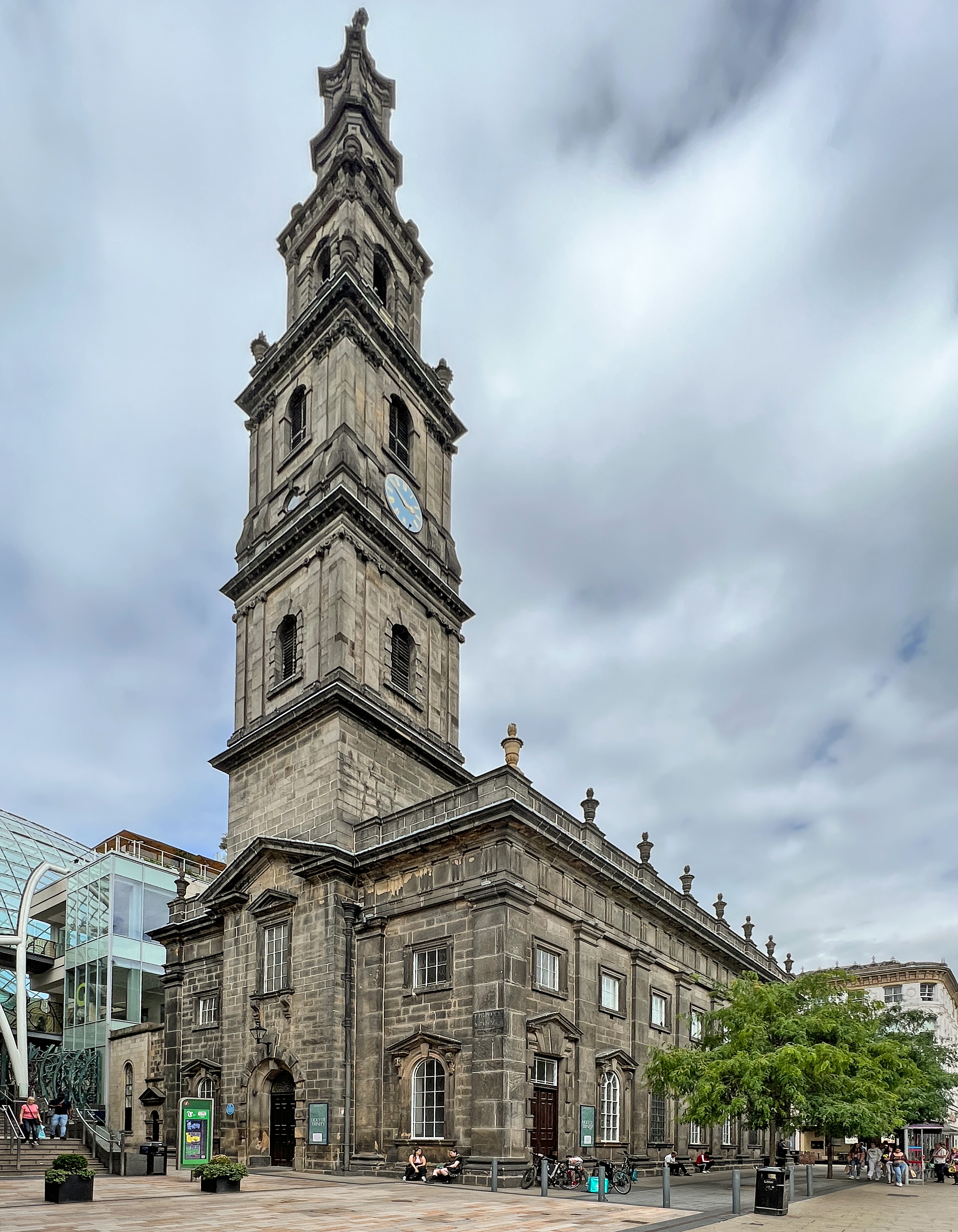
Kościół Świętej Trójcy
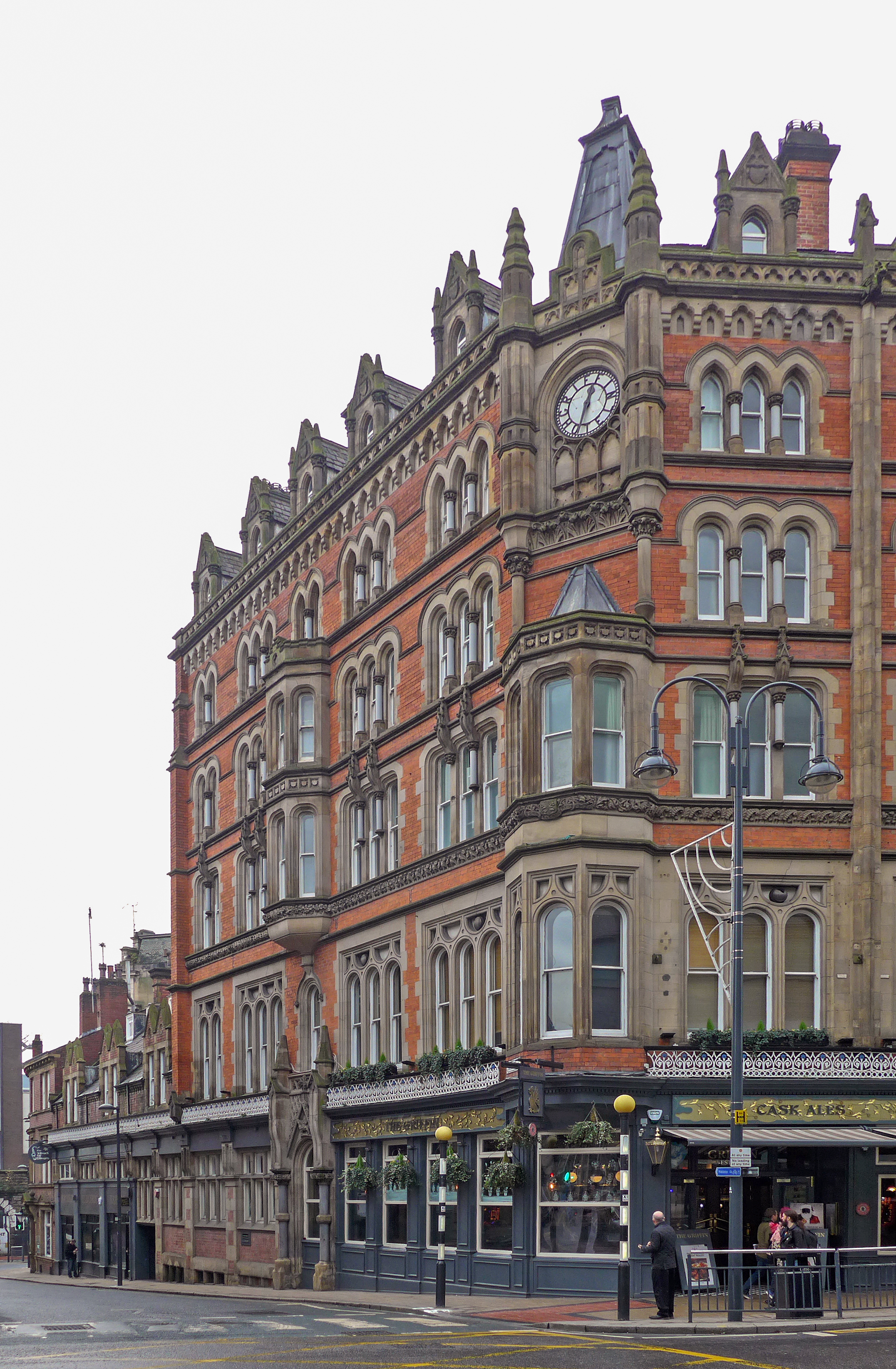
Griffin Hotel
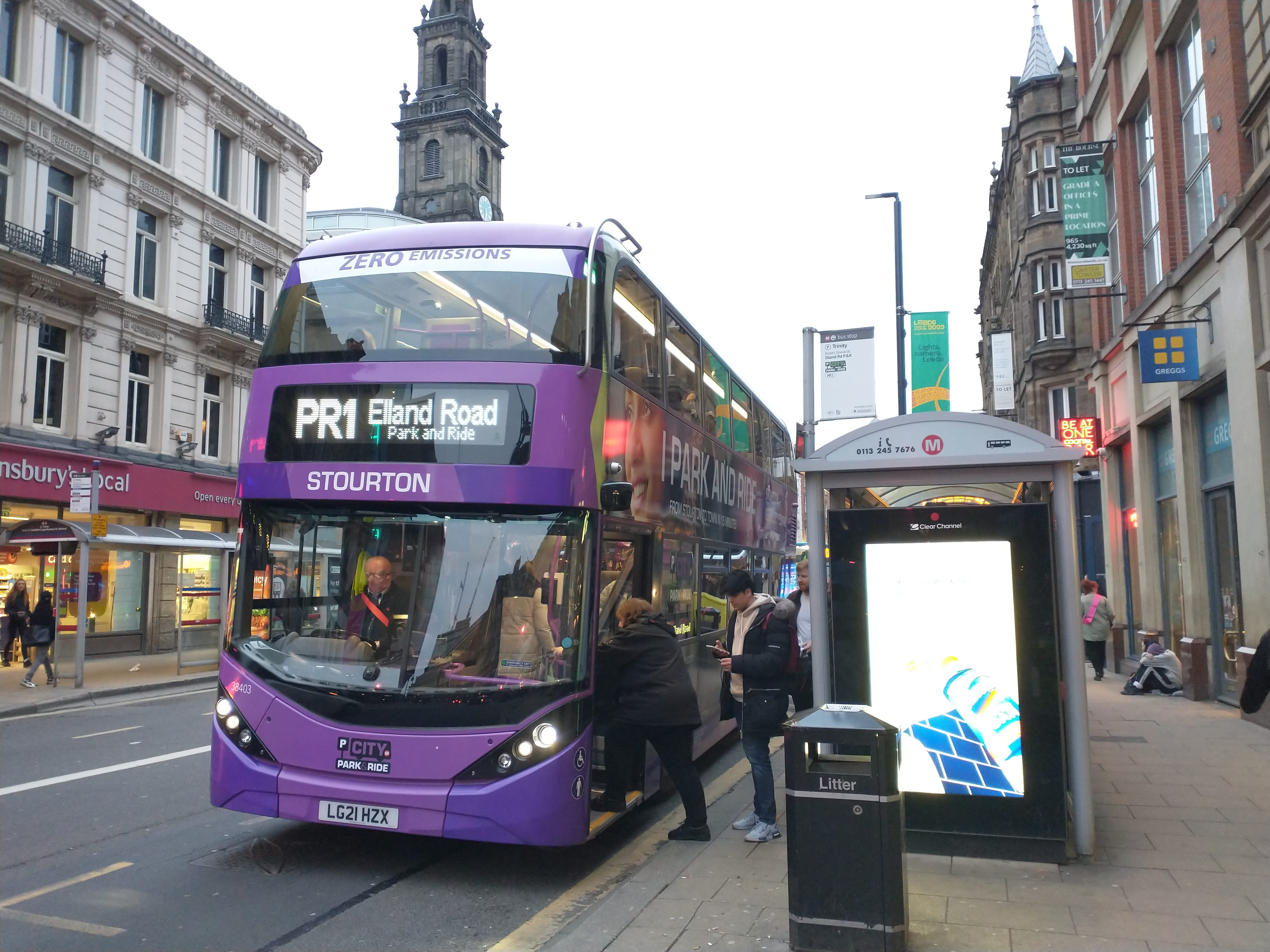
Jeden z przystanków